# KkStB 66 sorozat
| KFNB X kkStB 66 sorozat ČSD 314.3 sorozat PKP TKh17 sorozat | KFNB X kkStB 66 sorozat ČSD 314.3 sorozat PKP TKh17 sorozat | KFNB X kkStB 66 sorozat ČSD 314.3 sorozat PKP TKh17 sorozat | KFNB X kkStB 66 sorozat ČSD 314.3 sorozat PKP TKh17 sorozat |
| KFNB X 46 später kkStB 66.12                                | KFNB X 46 später kkStB 66.12                                | KFNB X 46 später kkStB 66.12                                | KFNB X 46 später kkStB 66.12                                |
| Műszaki adatok                                              | Műszaki adatok                                              | Műszaki adatok                                              | Műszaki adatok                                              |
| Pályaszám:                                                  | 35–46                                                       | 47–56                                                       | 57–71                                                       |
| ----------------------------------------------------------- | ----------------------------------------------------------- | ----------------------------------------------------------- | ----------------------------------------------------------- |
| Jelleg:                                                     | C n2t                                                       | C n2t                                                       | C n2t                                                       |
| Hossz:                                                      | 9370 mm                                                     | 9370 mm                                                     | 9370 mm                                                     |
| Magasság:                                                   | 4238 mm                                                     | 4238 mm                                                     | 4238 mm                                                     |
| Hajtókerék-átmérő:                                          | 1186 mm                                                     | 1186 mm                                                     | 1186 mm                                                     |
| Csatolt kerekek tengelytávolsága:                           | 3400 mm                                                     | 3400 mm                                                     | 3400 mm                                                     |
| Össztengelytávolság:                                        | 3400 mm                                                     | 3400 mm                                                     | 3400 mm                                                     |
| Üres tömeg:                                                 | 34,9 t                                                      | 32,9 t                                                      | 33,1 t                                                      |
| Tapadási tömeg:                                             | 42,0 t                                                      | 41,1 t                                                      | 41,8 t                                                      |
| Szolgálati tömeg:                                           | 42,0 t                                                      | 41,1 t                                                      | 41,8 t                                                      |
| Hengerátmérő:                                               | 430 mm                                                      | 430 mm                                                      | 430 mm                                                      |
| Dugattyúlöket:                                              | 600 mm                                                      | 600 mm                                                      | 600 mm                                                      |
| Rostélyfelület:                                             | 1,60 m²                                                     | 1,40 m²                                                     | 1,40 m²                                                     |
| Sugárzó fűtőfelület:                                        | 7,60 m²                                                     | 6,00 m²                                                     | 6,00 m²                                                     |
| Csőfűtőfelület:                                             | 96,0 m²                                                     | 86,0 m²                                                     | 86,0 m²                                                     |
| Gőznyomás:                                                  | 13,0 kg/cm²                                                 | 13,0 kg/cm²                                                 | 13,0 kg/cm²                                                 |
| Vízkészlet:                                                 | 5,6 m³                                                      | 5,6 m³                                                      | 5,6 m³                                                      |
| Tüzelőanyagkészlet:                                         | 2,0 m³                                                      | 2,0 m³                                                      | 2,0 m³                                                      |

A kkStB 66 sorozat egy szertartályosgőzmozdony-sorozat volt az osztrák császári és Királyi Osztrák Államvasutaknál (k.k österreichische Staatsbahnen, kkStBI), amely mozdonyok eredetileg a Kaiser Ferdinands-Nordbahn-tól (KFNB)származtak.
A KFNB X sorozatú mozdony a tolatószolgálati növekvő igény kiszolgálására készült, amelyre az öreg  KFNB VIII KFNB Vc 2, KFNB VII sorozatú és az öreg 1B személy-és tehervonati mozdonyok már nem voltak alkalmasok.  A StEG 1898-1908 között szállította ezt a 37 darab C tengelyelrendezésű mozdonyt, melyből az utolsó 5-öt már az államosítás után a kkStB vett át. Ezek többnyire a Dzieditz, Krakkó, Ostrava és Prerau fűtőházak körzetében voltak használatban.
A kkStB a KFNB X sorozatú mozdonyokat a 66 sorozatába osztotta be.
Az első világháború után a 66 sorozat mozdonyainak egy része a Lengyel Államvasutakhoz került PKP TKh17 sorozatba (12 db), és a Csehszlovák Államvasutakhoz ČSD 314.2 sorozatként (24 db). A 66.27 pályaszámú gépet a PKP selejtezte anélkül, hogy pályaszámot kapott volna. A ČSD a sorozat mozdonyait 1965-ig selejtezte.

## Fordítás
- Ez a szócikk részben vagy egészben  a   kkStB 66 című német Wikipédia-szócikk fordításán alapul.  Az eredeti cikk szerkesztőit annak laptörténete sorolja fel. Ez a jelzés csupán a megfogalmazás eredetét és a szerzői jogokat jelzi, nem szolgál a cikkben szereplő információk forrásmegjelöléseként.